# Climat de la Guyane
Le climat de la Guyane est équatorial humide, type Af selon la classification de Koppen. Ses variations sont liées aux oscillations de la zone de convergence intertropicale (longue zone de dépression), qui résultent du contact entre les anticyclones des Açores et de Sainte Hélène. Sa position proche de l’équateur et sa façade océanique lui confèrent une bonne stabilité climatique. 

## Température
La température annuelle moyenne est de 27 °C. Elle ne diffère en général que de 2 °C du mois le plus chaud au mois le plus froid. Les amplitudes sont faibles sur la zone côtière et un peu plus marquées à l'intérieur.

## Saisons
On distingue quatre saisons,:
- la grande saison des pluies, d'avril/mai à mi-août;
- la grande saison sèche, de mi-août à novembre;
- la petite saison des pluies, de novembre/décembre à janvier/février;
- la petite saison sèche appelée aussi « petit été de mars » en février/mars.

## Pluviométrie
Les mois les plus pluvieux sont mai et juin.
Au niveau mondial la Guyane est l'une des régions les plus humides au monde, les précipitations variant de 2 000 mm[réf. souhaitée]  à 4 000 mm par an et au niveau de la disponibilité d'eau par rapport aux réserves d'eau elle est la troisième au monde après le Groenland[réf. souhaitée]  et l'Alaska.[réf. souhaitée]

## Distinction climat tropical
Le climat de la Guyane est principalement équatorial - c'est-à-dire chaud, humide et pluvieux toute l'année - mais certaines communes du littoral, notamment à proximité des savanes, jouissent d'un climat tropical de mousson avec une saison sèche plus marquée que dans le reste du territoire.

## Climat à Cayenne
Source : Météo France 
Le climat de Cayenne est tropical humide, type Am selon la classification de Köppen, car tous les mois ont une température moyenne supérieure à 18 °C et les précipitations du mois le plus sec sont inférieures à 60 mm (septembre avec 39 mm). Sa position proche de l'équateur, ainsi que sa façade océanique lui confèrent une bonne stabilité climatique. On observe une grande régularité des vents et des températures au cours de l'année. Les seules variations sont celles des précipitations, c'est ce qui rythme les saisons à Cayenne. Le cycle des précipitations est lié aux mouvements saisonniers de la zone de convergence intertropicale.
Les saisons
- Petite saison des pluies, de la mi-novembre à fin février.
- Petit été de mars.
- Grande saison des pluies, de fin mars à fin juin.
- Saison sèche, de juillet à novembre, le mois d'octobre étant le plus chaud.

Les températures
La température moyenne annuelle est de 27,9 °C, avec un minimum moyen de 24,7 °C le matin et un maximum moyen de 31,1 °C l'après-midi. En raison de sa position proche de l'équateur, et au bord de l'océan, la ville jouit d'une température stable tout au long de l'année. Les températures les plus élevées sont observées durant la saison sèche avec un pic en octobre.
L’humidité est élevée toute l'année et dépasse les 80% en moyenne, pouvant atteindre 100% en fin de nuit, ce qui donne une sensation de moiteur inconfortable. Elle peut descendre en dessous de 60% en saison sèche pendant les heures les plus chaudes de l'après-midi. Les alizés soufflant régulièrement sur la côte, la sensation de chaleur et de moiteur peut être atténuée.
La pluviométrie
La pluviométrie moyenne est de 2 871 mm. Les plus fortes précipitations sont observées pendant la grande saison des pluies. Les pluies sont en général fortes et de courte durée, elles ont lieu souvent la nuit en saison sèche et à n'importe quel moment durant les saisons des pluies.
L'ensoleillement

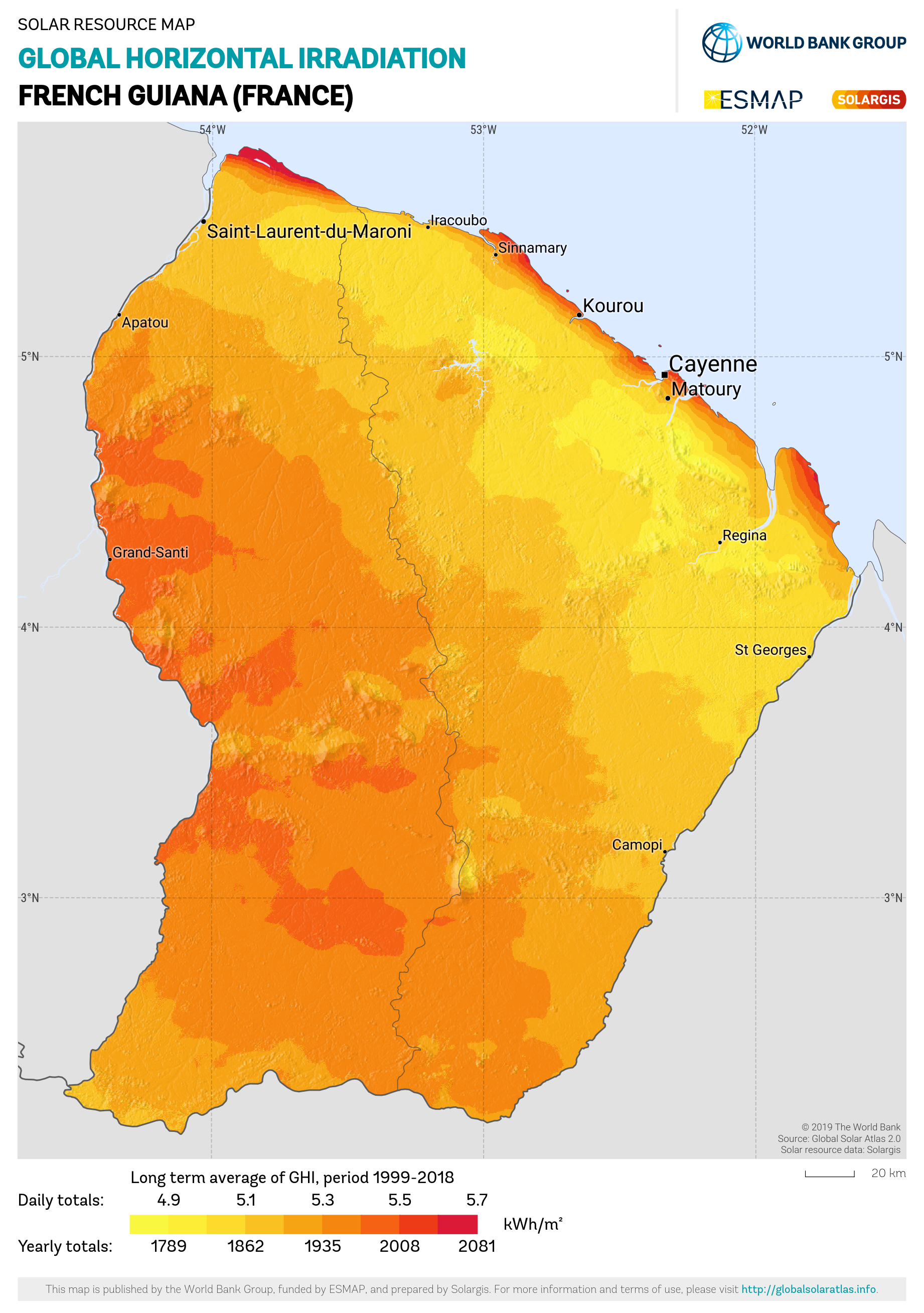
Potentiel photovoltaïque (2021)

Malgré les fortes précipitations, l'ensoleillement est important et dépasse 2 200 h/an en moyenne.
| Ville             | Ensoleillement | Pluie       |
| ----------------- | -------------- | ----------- |
| Paris             | 1 797 h/an     | 642 mm/an   |
| Nice              | 2 694 h/an     | 767 mm/an   |
| Cayenne           | 2 200 h/an     | 2 871 mm/an |
| Moyenne nationale | 1 973 h/an     | 770 mm/an   |

Les vents
La ville est soumise au régime des Alizés, les vents sont faibles à modérés et ne dépassent pas 80 km/h en rafale. Les ouragans sur les côtes guyanaises sont impossibles.[source insuffisante]
| Mois                              | jan.  | fév.  | mars  | avril | mai   | juin  | jui.  | août | sep. | oct. | nov.  | déc.  | année   |
| --------------------------------- | ----- | ----- | ----- | ----- | ----- | ----- | ----- | ---- | ---- | ---- | ----- | ----- | ------- |
| Température minimale moyenne (°C) | 24,8  | 25    | 25,3  | 25,1  | 24,9  | 24    | 23,8  | 24,2 | 24,6 | 25   | 25,2  | 24,9  | 24,7    |
| Température moyenne (°C)          | 27,4  | 27,6  | 27,9  | 27,8  | 27,6  | 27,4  | 27,5  | 28,1 | 28,6 | 28,9 | 28,7  | 27,8  | 27,9    |
| Température maximale moyenne (°C) | 29,9  | 30,1  | 30,5  | 30,4  | 30,4  | 30,6  | 31,4  | 32   | 32,6 | 32,8 | 32,1  | 30,7  | 31,1    |
| Précipitations (mm)               | 384,4 | 249,3 | 264,3 | 366,4 | 520,1 | 365,6 | 165,6 | 83,4 | 39   | 52   | 110,3 | 271,3 | 2 871,7 |

## Climat à Saint-Laurent-du-Maroni
Saint-Laurent-du-Maroni bénéficie d'un climat  équatorial chaud et humide, type Af selon la classification de Koppen. Il n'existe qu'une seule saison dans l'année avec deux pics pour les précipitations, un grand pic au printemps au mois de mai et un petit pic en hiver au mois de janvier. L'air est constamment chaud et moite. Les seules variations que connaissent les températures sont des variations journalières avec des minimales égales à 22 °C et des maximales comprises entre 29 °C et 33 °C mais pouvant atteindre ou dépasser 36 °C  pendant la saison plus sèche. Il pleut toute l'année de façon abondante si bien que le cumul annuel des précipitations atteint une valeur très élevée (2 594,4 mm/an). Cependant les précipitations varient du simple au triple entre le mois le moins arrosé (105,9 mm en octobre) et le mois le plus arrosé (366,6 mm en mai).
Le tableau ci-dessous indique les températures et les précipitations moyennes :
| Mois                              | jan.  | fév.  | mars  | avril | mai   | juin  | jui.  | août | sep.  | oct.  | nov.  | déc.  | année   |
| --------------------------------- | ----- | ----- | ----- | ----- | ----- | ----- | ----- | ---- | ----- | ----- | ----- | ----- | ------- |
| Température minimale moyenne (°C) | 22,1  | 22    | 22,2  | 22,6  | 22,8  | 22,5  | 22,2  | 22,3 | 22,3  | 22,3  | 22,3  | 22,3  | 22,3    |
| Température maximale moyenne (°C) | 29,1  | 29,2  | 29,7  | 30    | 29,9  | 30,3  | 31,1  | 32,1 | 32,8  | 32,6  | 31,6  | 29,9  | 30,7    |
| Précipitations (mm)               | 255,8 | 175,8 | 189,2 | 248,2 | 366,6 | 320,4 | 250,2 | 167  | 115,2 | 105,9 | 159,3 | 240,8 | 2 594,4 |

| Diagramme climatique                                  |             |               |             |               |               |               |             |               |               |               |               |
| J                                                     | F           | M             | A           | M             | J             | J             | A           | S             | O             | N             | D             |
| 29,122,1255,8                                         | 29,222175,8 | 29,722,2189,2 | 3022,6248,2 | 29,922,8366,6 | 30,322,5320,4 | 31,122,2250,2 | 32,122,3167 | 32,822,3115,2 | 32,622,3105,9 | 31,622,3159,3 | 29,922,3240,8 |
| Moyennes : • Temp. maxi et mini °C • Précipitation mm |             |               |             |               |               |               |             |               |               |               |               |

## Climat à Maripasoula
Le climat à Maripasoula est équatorial, type Af selon la classification de Koppen. Maripasoula enregistre une constance climatique remarquable, avec une température moyenne annuelle de 27,5 °C et amplitude moyenne annuelle de seulement 1,5 °C. Le mois le plus chaud est octobre (température moyenne de 28,2 °C) et le plus frais janvier (température moyenne de 26,8 °C).
Les précipitations annuelles atteignent en moyenne 2 415 mm/an.

## Climat à Kourou
Le climat de Kourou est tropical humide, type Am selon la classification de Koppen, avec alternance de saisons sèches et humides : la petite saison des pluies de la mi-décembre à mars, la petite saison sèche en mars, la grande saison des pluies de la fin mars à juillet, et la grande saison sèche de juillet à la mi-décembre. La pluviométrie annuelle moyenne est de 2 500 mm, et l’insolation peut atteindre les 2 200 heures annuelles, voire plus. La saison sèche peut être particulièrement marquée. Kourou enregistre le record de nombre de jours sans pluie en Guyane, ayant dépassé les 60 jours consécutifs.
La température moyenne est de 27,8 °C avec un minimum moyen de 25 °C et un maximum moyen de 30,5 °C. L’humidité moyenne oscille entre 80 et 90 % ; elle varie de 75 à 98 % pendant la saison des pluies. Pendant la saison sèche elle est d’environ 50 % en début d’après-midi et de 100 % tôt le matin vers 6 heures.
En raison de la situation de la zone intertropicale de convergence qui se positionne bien plus au nord que le département, il n'y a aucun risque qu'un ouragan touche la côte guyanaise,.  Pas plus que dans le reste de la Guyane, les vents n’y sont violents. La vitesse maximale jamais enregistrée par la station météo du CSG depuis son installation en 1968 est de 83 km/h (soit 23 m/s). Les alizés y sont fréquents, diminuant la présence des moustiques omniprésents dans l’intérieur du département.

## Climat à Régina
Le climat à Régina est de type équatorial humide, type Af selon la classification de Koppen, avec une des pluviométries les plus importantes de Guyane dépassant les 3 500 mm/an.

## Climat à Saint-Georges
Le climat à Saint-Georges est équatorial, type Af selon la classification de Koppen. Il se caractérise par deux saisons principales, une saison humide approximativement de décembre à juillet, et une saison plus sèche d'août à novembre où les relevés dépassent tout de même les 60 mm. La température moyenne est de 26,9 °C. C'est un climat chaud mais humide, ce qui donne l'impression de moiteur. La pression atmosphérique est toujours basse. Les vents sont rares. Les pluies sont presque quotidiennes en saison humide pour un total annuel d'environ 3 400 mm. L'air chaud se charge en humidité et connaît un mouvement ascendant. Avec l'altitude, il se produit un refroidissement qui provoque des pluies souvent violentes.
Les cours d'eau ont souvent des débits importants. Les sols sont lessivés et donnent l'argile latéritique de couleur rouge (due à la présence d'oxyde de fer), les autres minéraux solubles (en particulier les bases) ayant été entraînés. Ce sont généralement des sols pauvres. Sa végétation naturelle est la forêt dense (ou jungle).